# إسماعيل خندان
إسماعيل خاندان كان حاكمًا لخوارزم، وهي دولة قديمة تقع على طول بحر الآرال سابقًا، من عام 1035 إلى عام 1041 م. كان ابن ألتون تاش.
في عام 1035، اغتيل شقيق إسماعيل هارون على يد حراسه بتحريض من السلطان الغزنوي مسعود الأول الغزنوي. استولى إسماعيل على خوارزم، ومثل أخيه تحدى مسعود وأعطى الدعم للسلاجقة الذين كانوا معادين لمسعود أيضًا. وردًا على ذلك، اتجه مسعود إلى التركي الغزي يابغو (الزعيم)، شاه ملك، طلبًا للدعم، ودعاه لتولي منصب حاكم خوارزم. وفي شتاء عام 1040/1041 م هزم شاه ملك إسماعيل وأجبره على الفرار إلى السلاجقة.